# Millenium (polski zespół muzyczny)
Millenium – polska grupa muzyczna wykonująca rock progresywny. Przed powstaniem Millenium lider grupy, Ryszard Kramarski prowadził zespół Framauro, który nagrał płytę Etermedia.

## Muzycy

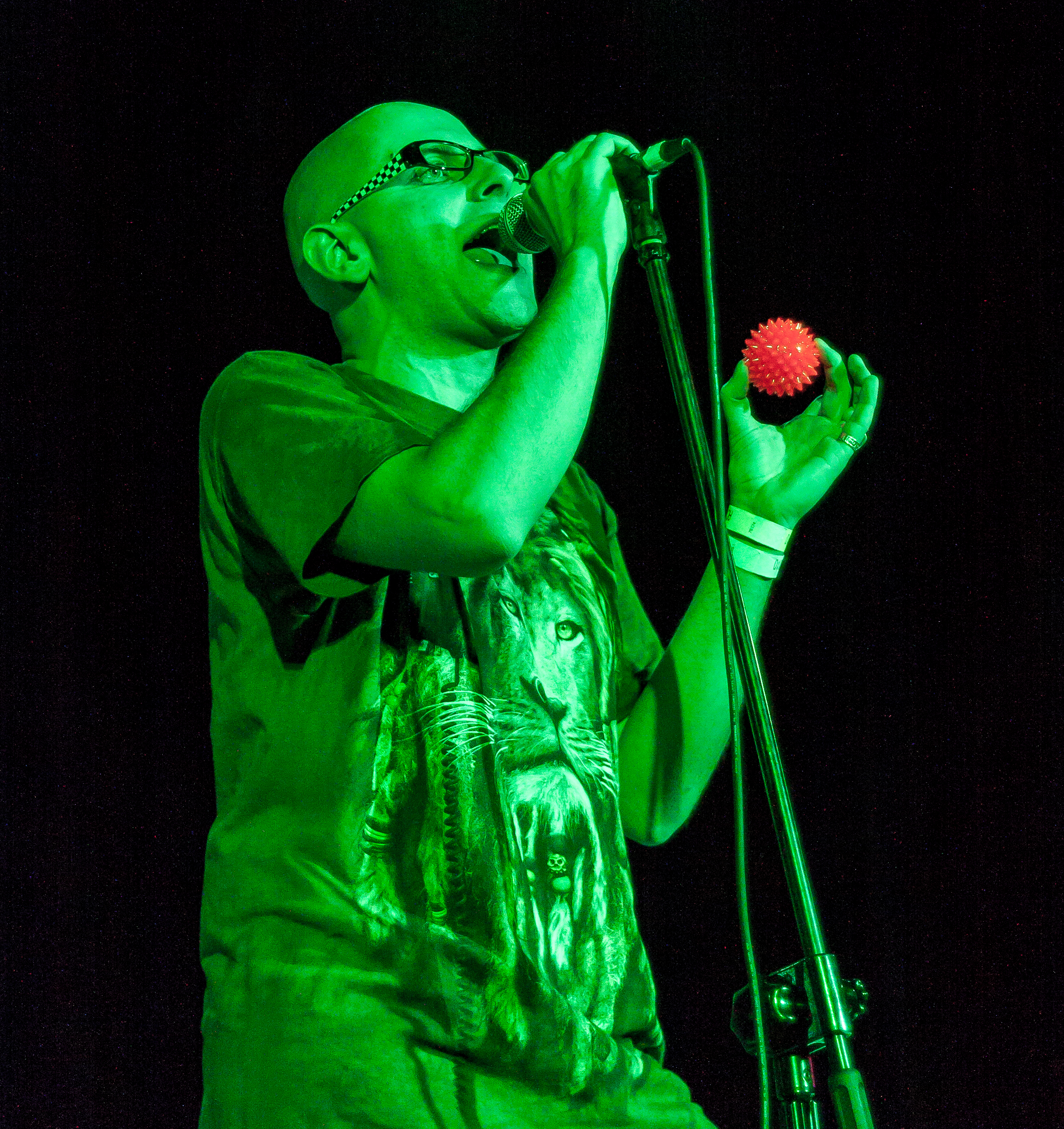
Łukasz Gall

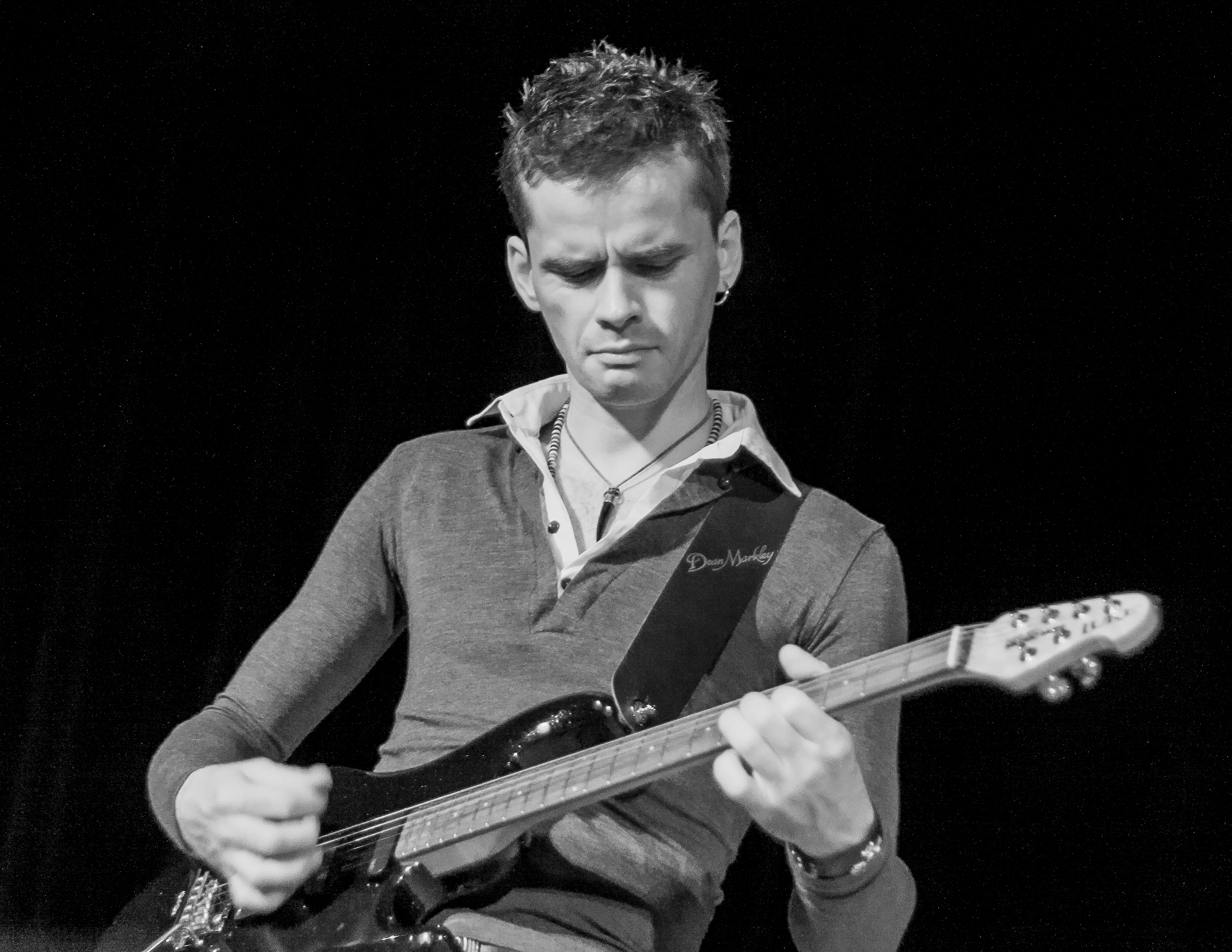
Piotr Płonka

### Obecny skład zespołu
- Dawid Lewandowski – śpiew
- Piotr Płonka – gitara
- Krzysztof Wyrwa – gitara basowa, chapman stick
- Ryszard Kramarski – instrumenty klawiszowe, gitara
- Grzegorz Bauer – instrumenty perkusyjne

### Byli członkowie zespołu
- Łukasz "Gall" Gałęziowski - śpiew
- Marek Smelkowski - śpiew (na płycie MMXVIII)
- Tomasz Pabian – gitara
- Przemysław Drużkowski – gitara
- Piotr Mazurkiewicz – gitara basowa
- Tomasz Paśko – instrumenty perkusyjne

## Dyskografia
Na podstawie oficjalnej strony internetowej grupy.

### Płyty długogrające
- 1999 – Millenium (w zasadzie album zespołu Framauro)
- 2000 – Vocanda (Pierwszy oficjalny album Millenium, ponowne wydanie: 2007)
- 2002 – Reincarnations
- 2002 – Reinkarnacje (płyta nagrana w dwóch wersjach językowych, obie wydane ponownie w 2006)
- 2004 – Deja Vu (na nowo zaaranżowane utwory z płyt Millenium oraz Etermedia; ponowne wydanie: 2008)
- 2005 – Interdead (ponowne wydanie: 2008)
- 2006 – Numbers and Big Dreams of Mr Sunders
- 2007 – 7 Years: Novelties, rarities ... & the best (2CD)
- 2008 – Three Brothers’ Epilogue (EP)
- 2008 – Exist
- 2010 – Back After Years Live in Kraków 2009 (2CD & DVD; album koncertowy)
- 2011 – White Crow (rarytasy)
- 2011 – Puzzles
- 2013 – Ego
- 2013 – Vocanda 2013 Live in Studio
- 2014 – In Search Of The Perfect Melody
- 2014 – In The World Of Fantasy?
- 2015 – The Wehicle – The Best of...
- 2016 – The Cinema Show -Live
- 2017 – 44 Minutes
- 2017 – MMXVIII
- 2018 – Notes Without Words
- 2019 – The Web
- 2020 – Rarites
- 2020 – The Sin
- 2022 – Tales of Imaginary Movies[2]

### Single promocyjne
- 1999 – Ekopieśń
- 1999 – Był Sobie Kraj
- 2000 – Lady Cash Casch
- 2002 – Cygara Smak
- 2004 – The Silent Hill
- 2005 – Demon
- 2006 – Numbers...
- 2007 – 7 years